# Vanetina
Vanetina este o localitate din comuna Cerkvenjak, Slovenia, cu o populație de 73 de locuitori.